# Antonio Chavarrías i Ocreña
Antonio Chavarrías i Ocreña (L'Hospitalet de Llobregat, Barcelonès, 1956) és guionista, director i productor de cinema.
Algunes de les seves pel·lícules més reconegudes són Una ombra en el jardí, premi millor òpera prima Sant Jordi, de la Generalitat de Catalunya (1990), Dictat (2012), exhibida en la Berlinale (2012), Les vides de Cèlia (2006), exhibida en el Festival Internacional de Cinema de Sant Sebastià o Volverás (2002), per la qual va obtenir una nominació al Premi Goya al Millor Guió Adaptat (2002).
Com a productor ha realitzat diversos projectes cinematogràfics, molts d'ells exhibits i premiats en els festivals més prestigiosos del món com Canes, Rotterdam, Sundance o Berlín. El 1990 Antonio Chavarrías funda la seva productora Oberon Cinematogràfica, a través de la qual ha produït les primeres pel·lícules de directors com Claudia Llosa o Marc Recha, demostrant així la seva capacitat per descobrir nous talents. Claudia Llosa ha guanyat en festivals tan importants com Rotterdam o Berlín i ha estat nominada a un Oscar pel seu segon llargmetratge: La teta asustada (2009). Així mateix, Marc Recha va estar nominat a la Palma d'Or del Festival de Canes per la seva pel·lícula Pau i el seu germà (2001).

## Com a guionista i director
Antonio Chavarrías és el guionista i director de Dictat (2012), pel·lícula que ha participat en la Secció Oficial del Festival Internacional de Cinema de Berlín el 2012. Aquesta pel·lícula és protagonitzada per Juan Diego Botto, Bárbara Lennie, Mágica Pérez i Nora Navas.
El 2006 dirigeix i escriu Les vides de Cèlia, un drama que va ser presentat en la Secció Oficial del Festival de Cinema de Sant Sebastià (2006) i de Marrakech (2006). L'elenc protagonista està format per Najwa Nimri, Luis Tosar, Daniel Giménez Cacho i Aida Folch.
Chavarrías és també el director i guionista de Volverás (2002), basada en la novel·la de Francisco Casavella, Un enano español se suicida en Las Vegas. La pel·lícula va obtenir el Premi al Millor Director en el Festival de Mar del Plata, va ser la guanyadora del Premi al Millor Guió Adaptat i Millor Fotografia dels premis Ariel i va ser nominada als Goya en la categoria de Millor Guió Adaptat.
Altres dels seus treballs destacats són Susanna (1996), Manila (1991) i Una ombra en el jardí (1989) pels quals també va guanyar diversos premis i va participar en nombrosos festivals.
Antonio Chavarías ha estrenat The Chosen (2016) un thriller històric sobre l'assassinat de Lev Trotski a mans de Ramón Mercader, rodada entre Barcelona i Mèxic.
Es tracta d'una coproducció entre Oberon Cinematogràfica i Alebrije Cine y Video, una productora dirigida per Mónica Lozano coneguda per pel·lícules com Instructions not included (2013) o Amores perros (2000).

## Com a productor
El 1990 Chavarrías funda la productora Oberon Cinematogràfica, des d'on ha produït més de trenta projectes cinematogràfics, tan propis com d'altres directors. Algunes de les seves produccions més destacades són les següents:
- Les pel·lícules de Marc Recha Pau i el seu germà (2001) i L'arbre de les cireres (1998). Pau i el seu germà va ser exhibida en la Secció Oficial del Festival de Cinema de Canes el 2001, va guanyar el Premi al Millor Director en el Festival Ondas Awards el 2001 i el Premi FIPRESCI en el Festival Internacional de Cinema de Riga el 2002. L'arbre de les cireres va guanyar el Premi de la Crítica de guionistes catalans i l'associació d'escriptors en el Festival Internacional de Sitges el 1998 i el Premi FIPRESCI en el Festival de Cinema de Locarno el 1998 també.
- Aro Tolbukhin. Dins la ment de l'assassí (2002) d'Agustí Villaronga, Lydia Zimmermann i Isaac P. Racine, guanyadora de set Premis Ariel: Millor Guió, Millor Fotografia, Millor Actor, Millor Actriu, Millor Disseny d'Art, Millor Maquillatge i Millors Efectes Especials el 2003. A més a més, va ser exhibida en la Secció Oficial del Festival de Cinema de Sant Sebastià el 2002.
- Madeinusa (2006) de Claudia Llosa, va ser la guanyadora del Premi FIPRESCI en el Festival Internacional de Cinema de Rotterdam el 2006 i va estar nominada al Premi del Gran Jurat en el Festival de Cinema de Sundance el 2006 també. A més, va obtenir altres premis com Millor Guió en el Festival Nacional de Cinema de Brasil el 2006 o el segon premi del Millor Primer Treball en el Festival de cine de Lima el 2006.
- Serrallonga és una minisèrie per a TV de dos episodis sobre la vida del famós bandoler Joan Sala i Ferrer, dirigida per Esteve Rovira i coproduïda per Televisió de Catalunya, Televisió Espanyola i Oberon Cinematogràfica. Serrallonga va participar en diversos festivals de cinema i televisió. Va ser nominada com a millor pel·lícula al Festival de Cinema de Xangai[5] i als Premis Gaudí en la seva primera edició,[4] com a millor pel·lícula per a TV. Esteve Rovira també va ser nominat com a millor director als premis Magnòlia del Festival de Cinema de Xangai (2009).
- La teta asustada (2009) de Claudia Llosa, nominada a l'Oscar a la millor pel·lícula de parla no anglesa el 2010 i guanyadora del Premi FIPRESCI i l'Os d'Or de la Berlinale el 2009. A més a més, va guanyar diversos premis més: Millor Pel·lícula en el Festival Internacional de Cinema de Montréal, Millor Pel·lícula en el Festival de Cinema de Bogotá i Millor Pel·lícula en el Festival de Cinema de Guadalajara, tots ells el 2009. Així doncs, La teta asustada ha estat exhibida en més de deu festivals.
- Elisa K (2010) de Jordi Cadena i Judith Colell, guanyadora del Premi Especial del Jurat en el Festival de Sant Sebastià el 2010. Així mateix, va obtenir una nominació al Goya Millor Guió Adaptat el 2011.
- La por (2013) de Jordi Cadena, guanyadora del Premi Gaudí Millor Actor Secundari i nominada a quatre categories més (Millor Director, Millor Muntatge, Millor Guió i Millor Fotografia) el 2014. Va ser seleccionada per la Seminci (Festival de Cinema Internacional de Valladolid) el 2013 i en el Festival Cinégma Espagnol de Mantes on va ser guardonada amb els premis Menció Especial del Jurat Julio Verne i Premi del Jurat Jove a la Millor Pel·lícula.
- El Cafè de la Marina (2014), de Sílvia Munt

## Altres premis i reconeixements
El 2012 la col·lecció de llibres Cineastes de la Filmoteca de Catalunya va publicar un llibre dedicat a la trajectòria cinematogràfica d'Antonio Chavarrías. El llibre va ser escrit per l'Elisabet Cabeza, periodista i professora universitària especialitzada en cinema.
Antonio Chavarrías va ser vicepresident de l'Acadèmia de les Arts i les Ciències Cinematogràfiques d'Espanya des del 2000 fins al 2003.
- Dictat: Secció Oficial del Festival Internacional de Cinema de Berlín.
- Les vides de Cèlia: Secció Oficial del Festival de Cinema de Sant Sebastià.
- Les vides de Cèlia: Secció Oficial del Festival Internacional de Marrakech.
- Volverás: nominació al Premi Goya a Millor Guió Adaptat.
- Volverás: guanyador del Premi al Millor Director en el Festival de Mar del Plata.
- Volverás: guanyador del Premi al Millor Guió adaptat en el Festival Ariel.
- Volverás: guanyador del Premi al Millor Muntatge en el Barcelona Film Awards.
- Susanna: exhibició en la Secció Oficial del Festival Internacional de Brussel·les.
- Susanna: Premi al Millor Director en el Festival de Cinema de Verona.
- Manila: guanyador del Premi al Millor Director del Premi de Cinematografia de la Generalitat de Catalunya.
- Una ombra en el jardí: guanyador del Premi al Millor Director del Premi de Cinematografia de la Generalitat de Catalunya.
- Una ombra en el jardí: guanyador del Premi Millor Òpera Prima dels Premis Sant Jordi.